# Condado de Yilan (Heilongjiang)
Condado de Yílan ([í.lǎn ɕjɛ̂n] en chino tradicional, 依蘭縣; en chino simplificado, 依兰县; pinyin, Yīlán Xiàn, en manchú: ᡳᠯᠠᠨ ᡥᠠᠯᠠᡳ ᡥᠣᡨᠣᠨ tr：ilan halai hoton) es un condado bajo la administración de la Ciudad subprovincial de Harbin ubicado en la provincia de Heilongjiang en la República Popular China. Se ubica cerca de las orillas del Mudan, un tributario del río Songhua.

## Historia

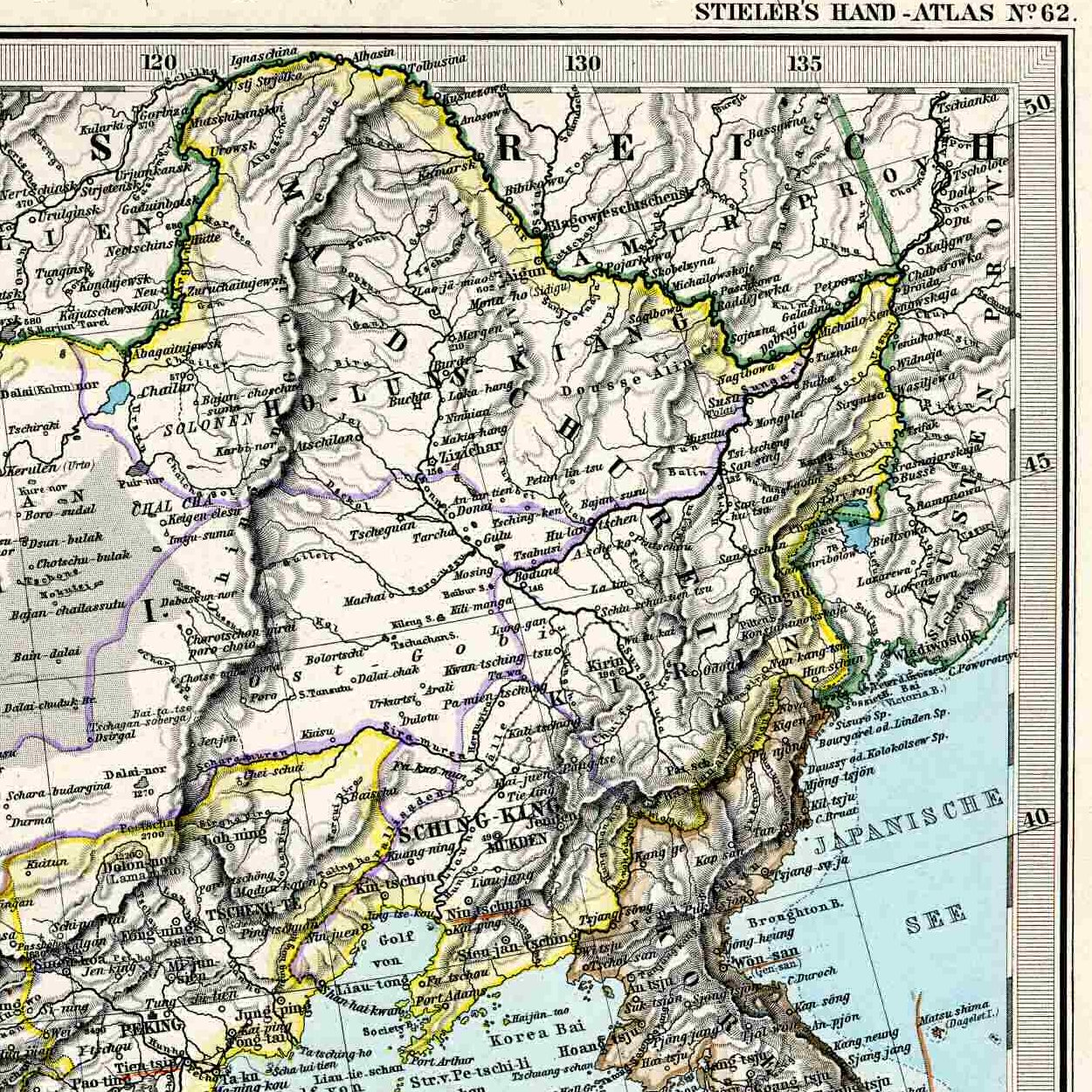
Mapa alemán de Yílan en 1891

Durante el gobierno de la dinastía Ming, Yílan, era conocida como SANXING (三姓) históricamente también transliterado como San Sing, fue uno de dos centros importantes de Jianzhou Yurchens (Los Jianzhou Yurchens fue una agrupación de los Yurchen conocidos como Dinastía Ming)  en el valle del río Hurka. (El otro centro era Ninguta en la parte alta del Hurka).
La ciudad mantuvo su importancia en la dinastía Qing, y en 1692 se convirtió en la casa de un Diputado Teniente general (副都统, Dutong fu), administrado al Gobernador General (Jiangjun) en la ciudad de Jilin.
Según un viajero británico que visitó SANXING a finales de 1880, la ciudad tenía la población de alrededor de 10 000, el comercio de pieles y pescado (salmón y el esturión) fueron sus principales industrias.

## Clima
| Parámetros climáticos promedio de Yílan (1971–2000) | Parámetros climáticos promedio de Yílan (1971–2000) | Parámetros climáticos promedio de Yílan (1971–2000) | Parámetros climáticos promedio de Yílan (1971–2000) | Parámetros climáticos promedio de Yílan (1971–2000) | Parámetros climáticos promedio de Yílan (1971–2000) | Parámetros climáticos promedio de Yílan (1971–2000) | Parámetros climáticos promedio de Yílan (1971–2000) | Parámetros climáticos promedio de Yílan (1971–2000) | Parámetros climáticos promedio de Yílan (1971–2000) | Parámetros climáticos promedio de Yílan (1971–2000) | Parámetros climáticos promedio de Yílan (1971–2000) | Parámetros climáticos promedio de Yílan (1971–2000) | Parámetros climáticos promedio de Yílan (1971–2000) |
| Mes                                                 | Ene.                                                | Feb.                                                | Mar.                                                | Abr.                                                | May.                                                | Jun.                                                | Jul.                                                | Ago.                                                | Sep.                                                | Oct.                                                | Nov.                                                | Dic.                                                | Anual                                               |
| --------------------------------------------------- | --------------------------------------------------- | --------------------------------------------------- | --------------------------------------------------- | --------------------------------------------------- | --------------------------------------------------- | --------------------------------------------------- | --------------------------------------------------- | --------------------------------------------------- | --------------------------------------------------- | --------------------------------------------------- | --------------------------------------------------- | --------------------------------------------------- | --------------------------------------------------- |
| Temp. máx. media (°C)                               | −12.9                                               | −7.5                                                | 1.8                                                 | 13.0                                                | 20.4                                                | 25.0                                                | 27.5                                                | 25.8                                                | 20.3                                                | 11.4                                                | −0.7                                                | −10.4                                               | 9.5                                                 |
| Temp. mín. media (°C)                               | −22.7                                               | −19.2                                               | −10.8                                               | −0.6                                                | 6.8                                                 | 13.5                                                | 17.6                                                | 15.9                                                | 8.3                                                 | −0.4                                                | −10.5                                               | −19.3                                               | −1.78                                               |
| Precipitación total (mm)                            | 2.5                                                 | 3.8                                                 | 9.4                                                 | 22.7                                                | 54.2                                                | 93.1                                                | 130.9                                               | 124.5                                               | 58.9                                                | 38.2                                                | 10.7                                                | 6.7                                                 | 555.6                                               |
| Días de precipitaciones (≥ 0.1 mm)                  | 4.5                                                 | 4.2                                                 | 5.8                                                 | 8.1                                                 | 12.1                                                | 14.4                                                | 13.6                                                | 13.0                                                | 10.9                                                | 8.5                                                 | 6.2                                                 | 6.2                                                 | 107.5                                               |
| Fuente: Weather China                               |                                                     |                                                     |                                                     |                                                     |                                                     |                                                     |                                                     |                                                     |                                                     |                                                     |                                                     |                                                     |                                                     |